# St. Gallus (Augsburg)

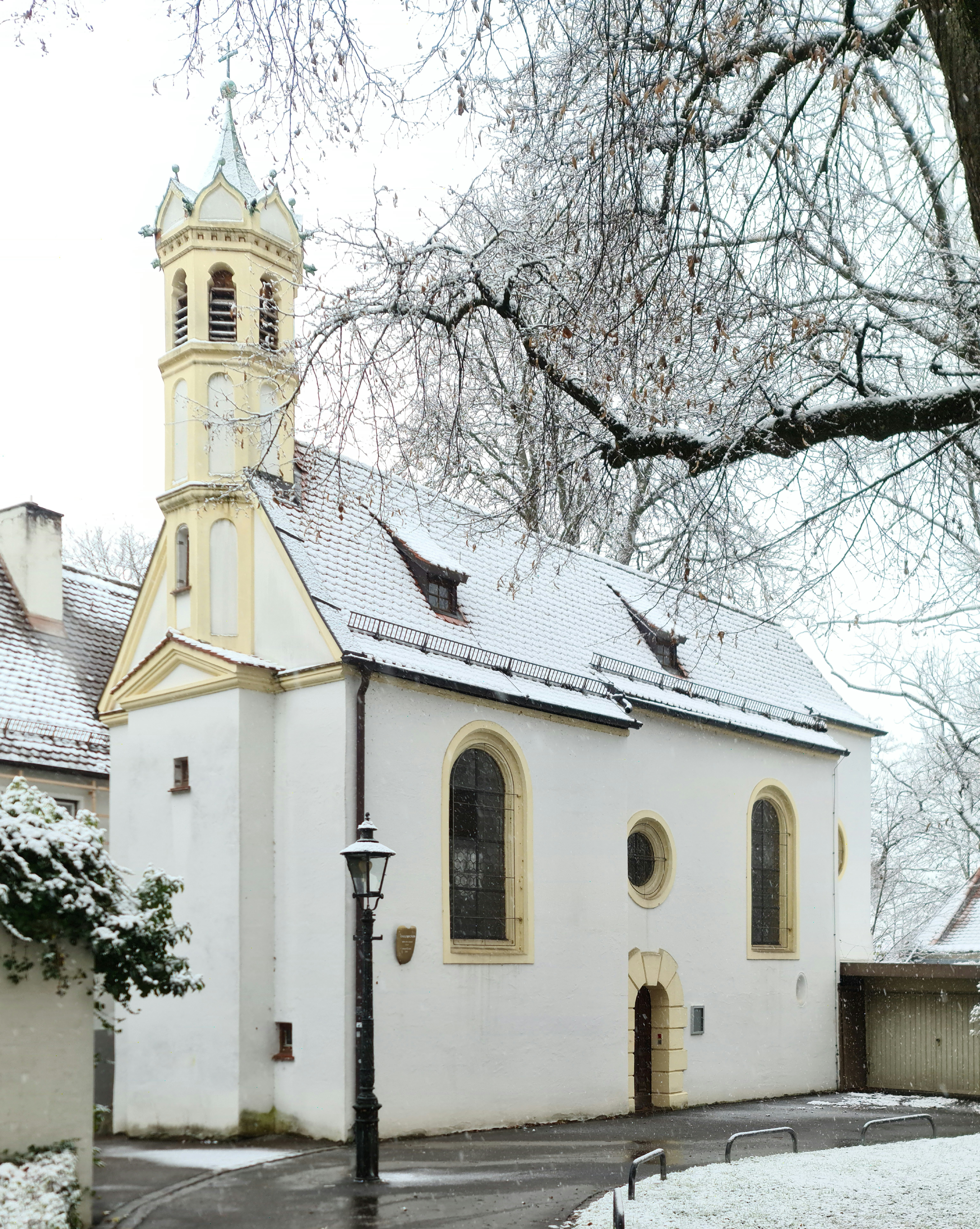
St. Gallus in Augsburg

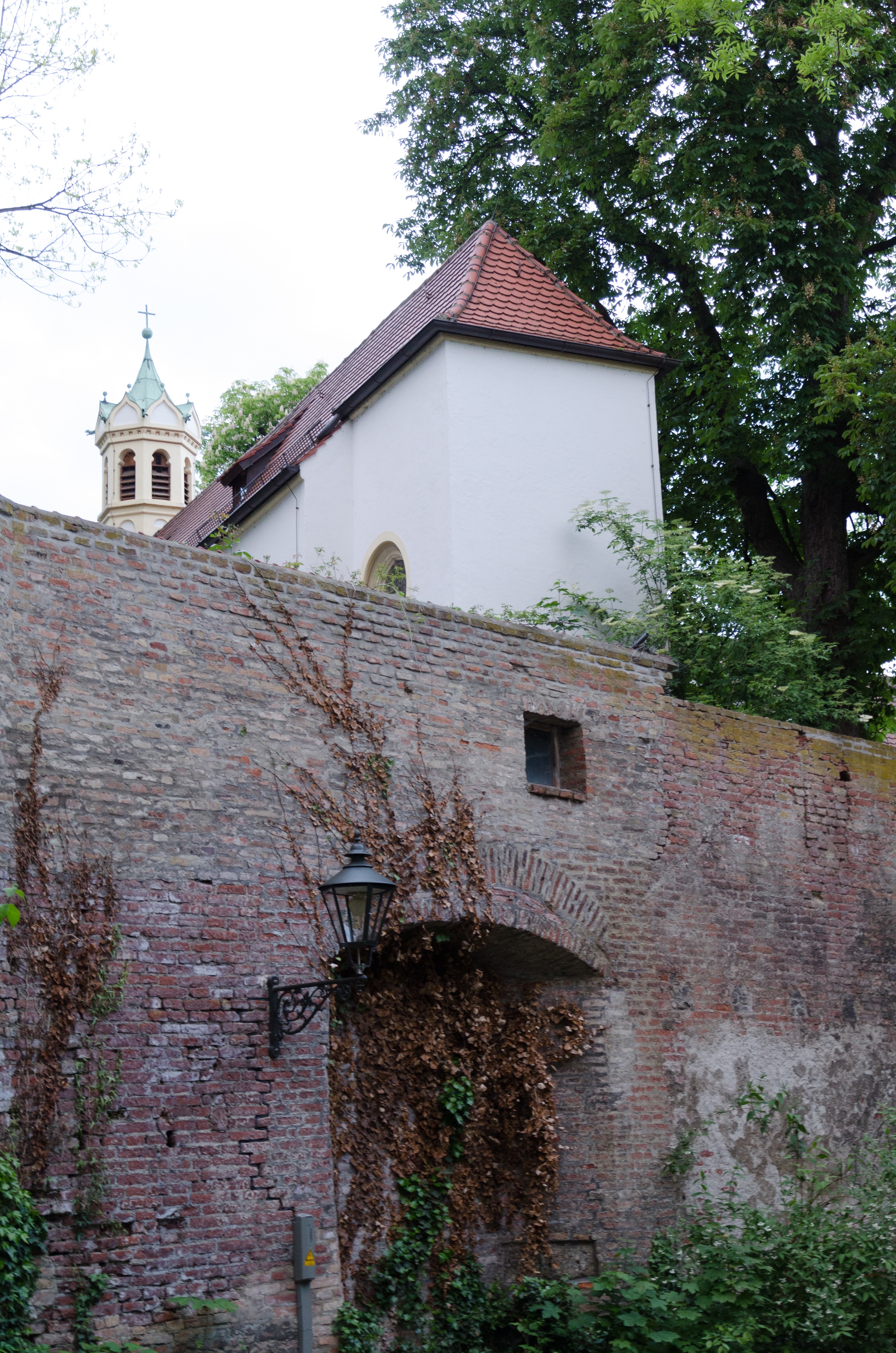
St. Gallus an der Stadtmauer

Die Kirche St. Gallus, auch Galluskirchlein, ist ein romanischer Bau in Augsburg und wahrscheinlich die älteste noch erhaltene Augsburger Kirche. Es handelt sich bei der Kirche, die wegen ihrer Kleinheit auch als Kapelle bezeichnet wird, um ein Baudenkmal, das in die Bayerische Denkmalliste eingetragen ist.

## Geschichte
Vermutlich auf den Resten eines römischen Merkurheiligtums wurde um 900 auf dem sogenannten Gallusbergle ein christlicher Sakralbau errichtet. Auch das Galluspatrozinium geht etwa auf diese Zeit zurück. Unter dem heutigen Galluskirchlein wurde das Apsisfundament der größten bisher rechts des Rheins gefundenen römischen Basilika gefunden. Nach der Verkleinerung der Römerstadt lag dieser Vorgängerbau außerhalb der frühmittelalterlichen Bischofsstadt.
Das heutige Gotteshaus wurde 1051 von Papst Leo IX. (neu) geweiht, als dieser auf der Durchreise war. Eine gestiftete Kaplanei besteht seit 1367. Zur Reformationszeit fiel St. Gallus kurzzeitig in die Hände der Reformierten. Nach dem Religionsfrieden konnte das Damenstift St. Stephan das Kirchlein zurückerwerben. 1578 erfuhr St. Gallus unter der damaligen Äbtissin Euphrosina Kreuth eine gründliche Umgestaltung. Weitere Instandsetzungsarbeiten erfolgten 1662 unter der Äbtissin Dorothea von Westernach sowie 1759.
Mit der Säkularisation ließ die bayerische Regierung 1806 St. Gallus schließen, gab sie jedoch später für Gottesdienste wieder frei. Seither gehört das Gotteshaus zum Sprengel der Dompfarrei, die sich auch zu seinem Unterhalt verpflichtete. Im Zweiten Weltkrieg blieb die kleine Kirche größtenteils unversehrt, jedoch wurden die angebauten Wohngebäude zerstört. St. Gallus wurde bis vor wenigen Jahren von der russisch-orthodoxen Gemeinde genutzt. 2002 erfolgte eine umfassende Sanierung.

## Ausstattung
Die Grabstätte der ersten Äbtissin des Klosters St. Stephan, Elesinde, befindet sich am Fuß des Altars. Ihr Epitaph wurde im Jahr 1589 von der Äbtissin Euphrosina von Kreut gesetzt.
Der Altar stammt aus dem Jahr 1760 und zeigt die Holzfigur des hl. Gallus. An der Decke im Ostjoch ist eine Strahlenkranzmadonna angebracht, die um die gleiche Zeit entstanden ist.